# Senegal nos Jogos Olímpicos de Verão de 1980
Senegal competiu nos Jogos Olímpicos de Verão de 1980 em Moscou, União Soviética.

## Resultados por Evento

### Atletismo
100m masculino
- Momar N'Dao
  - Eliminatória — 10.73 (→ não avançou))

- Boubacar Diallo
  - Eliminatória — 10.75 (→ não avançou)

200m masculino
- Cheikh Touradé Diouf
  - Eliminatória — 21.98 (→ não avançou)

Men's 110 m Hurdles
- Abdoulaye Sarr
  - Eliminatória — 14.57 (→ não avançou)

Salto em altura masculino
- Moussa Fall
  - Classificatória — 2,10 m (→ não avançou)

Salto em distância masculino
- Doudou N'Diaye
  - Classificatória — 7,66 m (→ não avançou)

Salto triplo masculino
- Abdoulaye Diallo
  - Classificatória — 15,68 m (→ não avançou)

100m feminino
- Françoise Damado
  - Eliminatória — 12.16 (→ não avançou)

- Marième Boyé
  - Eliminatória — 12.42 (→ não avançou)

### Basquetebol

#### Competição Masculina
- Fase Preliminar (Grupo B)
  - Perdeu para a Iugoslávia (67-104)
  - Perdeu para a Espanha (65-94)
  - Perdeu para a Polônia (64-84)
- Segunda Fase (Grupo B)
  - Perdeu para a Suécia (64-70)
  - Derrotou a Índia (81-59)
  - Perdeu para a Austrália (64-95)
  - Perdeu para a Tchecoslováquia (72-88) → 11º lugar
- Elenco
  - Moussa Mbengue
  - Bassirou Badji
  - Mamadou Diop
  - Yamar Samb
  - Mathieu Faye
  - Madiagne Ndiaye
  - Mouhamadou Moustapha Diop
  - Oumar Dia
  - Bireyma Sadi Diagne
  - Hadramé Ndiaye
  - Yaya Cissokho
  - Modou Tall

### Judô
- Karim Badiane
- Akilong Diaboné
- Niokhor Diongué
- Abdoulaye Koté
- Djibril Sambou
- Boubacar Sow
- Alassane Thioub

### Lutas
- Amadou Katy Diop
- Amboise Sarr
- Mamadou Sakho